# Верх-Нарым
Верх-Нарым — село в Читинском районе Забайкальского края России. Входит в состав сельского поселения «Елизаветинское». Основано в 1969 году.

## География
Село находится в южной части района, на левом берегу реки Верхняя Нарымка (левый приток Оленгуя), на расстоянии примерно 46 километров (по прямой) к югу от города Читы, в 15 км к юго-западу от центра сельского поселения, села Елизаветино. Абсолютная высота — 748 метров над уровнем моря.
Климат
Климат характеризуется как резко континентальный с продолжительной холодной малоснежной зимой и коротким тёплым летом. Среднегодовая температура воздуха составляет −4,3 — −2,5 °С. Средняя многолетняя температура самого холодного месяца (января) составляет −28 — −20 °С, температура самого тёплого (июля) — 15 — 18 °С. Среднегодовое количество осадков — 300—400 мм.
Часовой пояс
Село Верх-Нарым находится в часовой зоне МСК+6. Смещение применяемого времени относительно UTC составляет +9:00.

## Население
| 2010 | 2021 |
| ---- | ---- |
| 345  | ↘318 |

Половой состав
По данным Всероссийской переписи населения 2010 года в гендерной структуре населения мужчины составляли 49,6 %, женщины — соответственно 50,4 %.
Национальный состав
Согласно результатам переписи 2002 года, в национальной структуре населения русские составляли 97 % из 437 чел.

## Инфраструктура
Действуют детский сад, Дом культуры, библиотека и фельдшерско-акушерский пункт.